# Gaius Eggius Ambibulus
Gaius Eggius Ambibulus war ein im 2. Jahrhundert n. Chr. lebender römischer Politiker.
Durch zwei Militärdiplome, die auf den 31. Januar (oder den 12. Februar) 126 datiert sind, ist belegt, dass Ambibulus 126 zusammen mit Marcus Annius Verus ordentlicher Konsul war.